# Regan Buckley
Regan James Buckley, bekannt auch als Regan Daly, (* 5. März 1997 in Bray) ist ein ehemaliger irischer Boxer im Halbfliegengewicht.

## Boxkarriere
Buckley begann im Alter von elf Jahren mit dem Boxsport und trainierte im Monkstown BC, dem Bray BC und dem St Teresa’s BC.
Er wurde 2019 Irischer Meister im Halbfliegengewicht und startete in dieser Klasse auch bei den Europaspielen 2019 in Minsk, wo er Bator Sagalujew und Martín Molina besiegen konnte, ehe er im Halbfinale mit 2:3 gegen Artur Howhannisjan ausschied und eine Bronzemedaille gewann. Er konnte daraufhin noch an der Weltmeisterschaft 2019 in Jekaterinburg teilnehmen, wo er in der Vorrunde des Fliegengewichts mit 2:3 gegen Aldoms Suguro unterlag.
Bei der Irischen Meisterschaft für das Jahr 2020 verlor er im Finale des Fliegengewichts gegen Jude Gallagher. Im Februar 2020 gab er dann im Alter von 22 Jahren das Ende seiner Boxkarriere bekannt und begründete dies mit seiner finanziellen Situation sowie seiner Nichtauswahl für die europäische Olympiaqualifikation im März 2020 in London.